# Abd ar-Rahman Ahmad Ali Muhammad Umar
Abd ar-Rahman Ahmad Ali Muhammad (Umar) (arab. ‏عبدالرحمن أحمد علي محمد‎; ur. 29 kwietnia 2003) – egipski zapaśnik walczący w stylu klasycznym. Złoty medalista mistrzostw Afryki w 2022. Brązowy medalista igrzysk śródziemnomorskich w 2022. Wygrał mistrzostwa arabskie w 2022. Mistrz Afryki kadetów w 2019 i drugi w 2020 roku.